# 2009 DM143
2009 DM143, também escrito como 2009 DM143, é um corpo menor que está localizado no disco disperso, uma região do Sistema Solar. Ele possui uma magnitude absoluta de 9,4 e tem um diâmetro estimado de cerca de 58 km.

## Descoberta
2009 DM143 foi descoberto no dia 18 de fevereiro de 2009.

## Órbita
A órbita de 2009 DM143 tem uma excentricidade de 0,340 e possui um semieixo maior de 54,349 UA. O seu periélio leva o mesmo a uma distância de 35,881 UA em relação ao Sol e seu afélio a 72,817 UA.